# Geordie Shore/Staffel 6
Für die sechste Staffel von Geordie Shore begibt sich der Cast nach Sydney. Ihre Erstausstrahlung erfolgte am 9. Juli 2013. Jay, welcher die Serie in Staffel 3 verließ, kehrt für zwei Folgen zurück. Im Fokus der Staffel stehen Gaz und Scott, die sich wegen ihrer Flirts von der Gruppe abgrenzen, woraufhin es zu einem Eklat mit James führt; Charlotte vermisst ihren Freund Mitch; Vicky lässt sich auf neue Flirts nach der Trennung von Ricci ein. Im Herbst desselben Jahres folgt Staffel 7. 
| Cast members | Series 6 | Series 6 | Series 6 | Series 6 | Series 6 | Series 6 | Series 6 | Series 6 |
| Cast members | 1        | 2        | 3        | 4        | 5        | 6        | 7        | 8        |
| Charlotte    |          |          |          |          |          |          |          |          |
| Gaz          |          |          |          |          |          |          |          |          |
| Holly        |          |          |          |          |          |          |          |          |
| James        |          |          |          |          |          |          |          |          |
| Jay          |          |          |          |          |          |          |          |          |
| Scott        |          |          |          |          |          |          |          |          |
| Sophie       |          |          |          |          |          |          |          |          |
| Vicky        |          |          |          |          |          |          |          |          |
| ------------ | -------- | -------- | -------- | -------- | -------- | -------- | -------- | -------- |

Legende
| No. in Serie | No. in Staffel | Erstausstrahlung (UK) | Dauer   | Einschaltquoten (UK) | Zusammenfassung |
| ------------ | -------------- | --------------------- | ------- | -------------------- | --- |
| 41           | 1              | 9. Juli 2013          | 45 Min. | 1.108.000            | Sie sind zurück, und diesmal zieht es die Geordies nach Down Under, tief in den Busch. Sydney ist zwar 16.000 Kilometer von Newcastle entfernt, aber nichts kann sie vom Knutschen, Feiern und allem, was dazugehört, abhalten.                               |
| 42           | 2              | 16. Juli 2013         | 45 Min. | 1.133.000            | Die Gruppe ist bester Stimmung, als ein Besuch von Jay einen Party-Marathon ins Rollen bringt. Charlotte muss sich noch über ihre Gefühle für Gaz klarwerden, und Vicky hat Dates, während der Streit zwischen James und Holly in die nächste Runde geht.     |
| 43           | 3              | 23. Juli 2013         | 45 Min. | 1.099.000            | James und Gaz geraten beim Thema Abschleppen aneinander, und nach einem Streit mit allen Geordies muss Gaz das Haus verlassen. Aber ist es so schlimm, vertrieben zu werden? Gaz und Scotty machen das Beste daraus und entdecken, was wirklich im Busch ist. |
| 44           | 4              | 30. Juli 2013         | 45 Min. | 1.043.000            | Während der heißeste Typ in Australien den Mädels den Kopf verdreht, geraten Scotty und Gaz beim Feiern aneinander. Gaz macht sich auf in den Busch, Charlotte erlebt eine Erleuchtung, Vicky schwärmt, und Scotty genießt seine Strafe etwas zu sehr.        |
| 45           | 5              | 6. August 2013        | 45 Min. | 1.013.000            | Die Gruppe muss zu einem Aggressionsbewältigungskurs, wo Charlotte all ihre negativen Emotionen gegenüber Gaz rauslässt. Sophie und Joel betrinken sich und bringen die Gruppe in einem Club in Verlegenheit.                                                 |
| 46           | 6              | 13. August 2013       | 45 Min. | 1.006.000            | Charlotte kommt als völlig neue Frau aus dem Busch zurück, und die Mitbewohner erlegen Scott ein Alkoholverbot auf, damit er nicht wieder das Haus verwüstet. Doch es stehen eine Hausparty und sein Geburtstag an. Ob er das durchhält?                      |
| 47           | 7              | 20. August 2013       | 45 Min. | 941.000              | Alle im Haus sind geschockt, als James und Gaz aneinandergeraten, und Charlottes Gefühle für Gaz flammen neu auf, als sie sich für ihn einsetzt. Außerdem wird ein geheimer Trip der Jungs zum Desaster, als sie sich um eine Bagger-Bremse kümmern müssen.   |
| 48           | 8              | 27. August 2013       | 45 Min. | 963.000              | Da sich ihre Zeit in Sydney dem Ende zuneigt, wollen die Singles eine Wahnsinnsnacht auf den Whitsundays verbringen. Vicky und Fit Dan haben ein nicht endendes Date. Werden Gaz und Charlotte ihre Gefühle füreinander endlich klären?                       |